# Peroryctes
Peroryctes Thomas, 1906 è il genere dell'ordine dei Peramelemorfi che comprende i cosiddetti bandicoot dal naso lungo della Nuova Guinea.
Vi appartengono due specie di marsupiali onnivori di piccole o medie dimensioni originari della Nuova Guinea:
- Bandicoot gigante, Peroryctes broadbenti
- Bandicoot di Raffray, Peroryctes raffrayana

In Australia sono stati scoperti alcuni membri fossili di questo genere, tra cui P. tedfordi e una specie ancora in attesa di un nome scientifico.